# عرتوف
عرتوف أو عرطوف قرية فلسطينية مهجرة، تقع على بُعد 36 كم غرب القدس. أقامت سلطة الانتداب البريطاني قلعة للشرطة في عرتوف، احتلها العرب بعد خروج الانكليز منها، لكنّ اليهود تمكنوا من الاستيلاء عليها بعد ذلك، واستخدموها قاعدة لهم. الذين أيضًا أقاموا عام 1895 في أراضي عرتوف مستعمرة “هارتوف” التي دمرها عرب مرارًا، ثم أعيد بناؤها بعد نكبة عام 1948.

## موقع القرية
يلتقي عند عرتوف مجرى وادي الصرار بمجرى وادي كسلا. أقرب القرى إليها صرعة وإشوع. وهي ذات موقع استراتيجي ممتاز؛ فهي تبعد قرابة ستة كيلومترات إلى الجنوب من باب الواد، وبذلك تتحكم في طريق باب الواد– بيت جبرين. كذلك لا تبعد سوى بضعة كيلومترات عن محطة باب الواد، على خط سكة حديد القدس– اللد.
ترتفع القرية 278م عن مستوى سطح البحر، وتمتد أراضيها الزراعية إلى الغرب منها، حيث كانت تزرع فيها الأشجار المثمرة، كاللوزيات. إلى الشرق منها تبدأ جبال القدس في الارتفاع تدرجيًا. كما تُعد عرتوف مع قريتي أشوع ودير أبان قرى حضيض مرتفعات القدس، التي تستند إلى تلك المرتفعات من جهة الشرق، وتطل على السهل الساحلي من جهة الغرب.

## التاريخ

### الدولة العثمانية
اكنت عرطوف خلال حكم الدولة العثمانية في عام 1596 تتبع ناحية الرملة التي هي جزء من سنجق غزة، وكان يسكنها 110 أشخاص. ذكر فيكتور غيران أن القرية كانت موجودة على تلة صغيرة ويقطنها 150 شخصًا في عام 1863.
أظهرت قائمة القرى العثمانية الرسمية حوالي عام 1870 أن عرطوف كان بها حوالي 14 منزل وعدد سكانها 40 شخصًا (اقتصر التعداد على الذكور)/ كما ذ كر أنها تبعد نصف ساعة عن صرعة. وذكر مارتن هرتمن أن عرطوف كان بها 140 منزل.
ذكر مسح جغرافيا فلسطين في عام 1883 أن عرطوف قرية صغيرة توجد على تل منخفض وتطل على وادي ناحية الغرب وتحصل القرية على مياهها من الوادي، وتنتشر أشجار الزيتون بها. قدر عدد سكان عرطوف بحوالي 135 نسمة في عام 1896.
في عام 1883، اشترى مجموعة من المبشرين الإنجليز أراضي في أرطوف لإقامة مستعمرة زراعية تُسمى هارتوف لليهود الراغبين في اعتناق المسيحية. بعد رفض المستوطنين التحول، تم التخلي عن المشروع.  تم إعادة توطينها في عام 1895،  لكنها دُمرت خلال أعمال الشغب في عام 1929.
في أوائل سبعينيات القرن التاسع عشر اشترى القنصل الاسباني في القدس أكثر من 5000 دونم من سكان قرية عرطوف والتي باعها لجمعية لندن لنشر المسيحية بين اليهود من أجل إنشاء مستعمرة زراعية تسمى هارتوف لليهود الذين كانوا يأملون في تنصيرهم. ولكن تم التخلي عن الفكرة بعد رفض اليهود للتحول. اشترت جمعية هوفيفي صهيون البلغارية في عام 1895 المزرعة البالغة 5000 دونم من جمعية لندن؛ وتأسست مستوطنة هارطوف اليهودية. لكنها دمرت في ثورة البراق في عام 1929.

### الانتداب البريطاني
كانت عرتوف إحدى ثلاث قرى عاقبها البريطانيون في أواخر آذار\ مارس إثر هجوم عربي على مستعمرة «هرطوف» اليهودية والمتاخمة. سار 600 جندي بريطاني إلى عرتوف، إشوع وبيت محسير في 23 آذار\ مارس، في سياق ذلك، أفاد مراسل صحيفة «نيورك تايمز» أنّه أُجليَ جميع السكان تقريبًا، قبل أن تحتل قوات الانتداب القرى الثلاث. لكنّ هذا الإجلاء كان مؤقتًا، إذ سرعان ما عاد السكان إلى منازلهم.
معظم منازل القرية كانت مبنية من الطين والحجر. بُني عدد قليل منها من الحجر والأسمنت وتميزت بأسقفها المقببة. وكان فيها مقام للشيخ علي الغمادي على أطراف القرية. يعمل حوالي نصف سكان القرية في الزراعة في حين يعمل النصف الآخر في محطة القطار القربية. امتدت الأراضي الزراعية غرب القرية وزرعت هناك أشجار الفاكهة واللوز.
بلغ عدد سكان أرتوف 181 مسلمًا في تعداد فلسطين 1922 بينما كان عدد سكان هارتوف القريبة 124 يهوديًا، أصبح هذا العدد 253 مسلمًا ويهودي واحد في تعداد عام 1931.
كان عدد سكان القرية 350 مسلمًا في تعداد فلسطين 1945 وكانت مساحة القرية 403 دونم، 61 دونم كانت بساتين و279 دونم لزراعة الحبوب و18 دونم مبنية.

### حرب 1948
لم يًهجر سكان عرتوف (وسكان غيرها من قرى منطقة القدس) فعلًا إلّا في أواسط تموز\ يوليو، حيث احتلت في المرحلة الثانية من "عملية داني"، على يد الكتيبة الرابعة التابعة للواء "هرئيل" ليلة 17-18 تموز\ يوليو. هذا استنادًا إلى "تاريخ حرب الاستقلال" وإلى المؤرخ الإسرائيلي بني موريس، بدوره يصف موريس العملية كما يلي: "كانت أكثرية سكان هذه القرى غادرت المنطقة سابقًا، ثمّ غادر معظم من بقيَ من السكان مع اقتراب طوابير "هرئيل" وانطلاق نيران مدفعية الهاون. أمّا العدد القليل من السكان، الذي بقيَ في القرى عند دخول الاسرائيلين، طُرد. ذلك بأنّ الفصيلة الثانية من السرية ب (من الكتيبة الرابعة)، المجهزة بمدافع الهاون والبنادق الرشاشة أرغمت أولًا سكان إشوع وعسلين المجاورتين على المغادرة، ثم انتقلت بعد ذلك إلى عرتوف، صوّبت نيران مدافعها نحو مركز الشرطة الواقع غربي القرية، وأمطرت كلًّا من القرية والمركز بوابل قذائفها. حمل هذا القصف الذي استمر طوال الليل السكان على الفرار، حتى أنّ معظمهم اجتاز سيرًا على الأقدام ثلاثة أميال من السفوح صعودًا إلى قرية دير الهوا في الجنوب الشرقي. كان أوائل الجنود الإسرائيليين الذين دخلوا القرية بعد تهجير سكانها هم أفراد الفصيلة التي يقودها "رفائيل إيتان".
بقي منزل حجري واحد يقع خارج مستعمرة «ناحم» اليهودية، تقيم فيه أسرة يهودية اليوم. يقع وسط المستعمرة منزل حجري صغير، قريبًا من موضع مسجد السابق، يستخدم اليوم مستودعًا، وعلى المنحدرات الغربية للموقع يقع بناء دائري غير مسقوف كان يستخدم كبارة يشوى فيها حجر الكلس حتى يتحوّل إلى مسحوق يخلط بالماء ثم يستخدم لتبيض الحيطان. كما دمرت مقبرة القرية الواقعة إلى الغرب منها، ولم يبقَ فيها إلا ضريح واحد أو اثنان في طرفها الشرقي. ولا يزال قسم من مركز الشرطة البريطاني قائمًا. تنبت في الموقع أشجار التين، الزيتون والسرو، جهتي الغرب والشمال.

### المستوطنات الإسرائيلية
في سنة 1895، عاد الصهيونيين فأحيوا مستعمرة «هرطوف» (التي عرفت لاحقا باسم «كفار عفودت هرطوف») على أراضي القرية، لكنّها هجرت مرات عدة. في سنة 1950، أنشئت مستعمرة «ناحم» على أنقاض كل من قرية عرتوف ومستعمرة «هرطوف» الصهيونية. وفي السنة نفسها، أنشئت مستعمرة «بيت شيمش» في جوار الموقع على أراض كانت تابعة لقرية دير آبان.

## الآثار
هناك موقعان أثريان بالقرب من القرية،وهما خربة مرميتا التي تقع على بُعد حوالي كيلومتر واحد في الشرق وخربة البرج الواقعة جنوب غربي القرية. تُجري الجامعة العبرية أعمال حفريات في خربة البرج منذ عام 1985. اكتشف في القرية مجمع معماري يرجع تاريخه إلى العصر البرونزي المبكر ويشمل البناء فناء مركزي محاط بغرف من ثلاث جهات، يبدو أن المجمع كانا له وظائف دينية وعلمانية.

## معرض صور

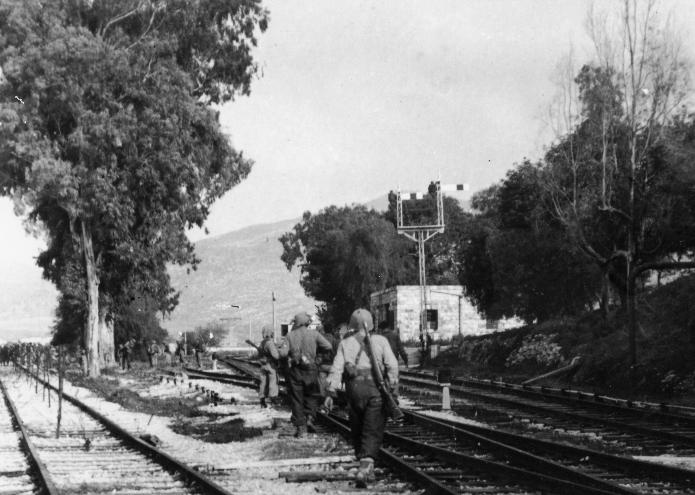
محطة قطار أرتوف 1948
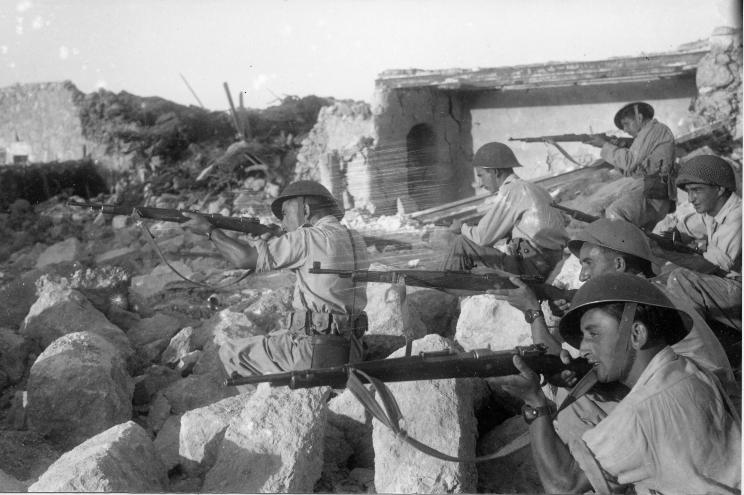
عناصر من لواء هرئيل، الكتيبة 6، السرية ب، يتدربون على أنقاض أرتوف. يوليو 1948
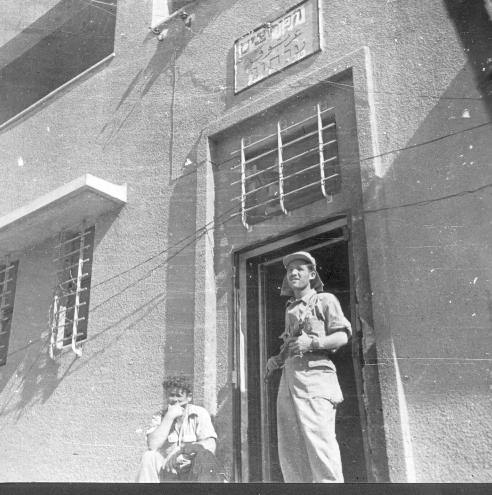
عناصر من لواء هارئيل خارج مركز شرطة عرطوف عام 1948

## ثبت المراجع
- Barron, J. B.، المحرر (1923). Palestine: Report and General Abstracts of the Census of 1922. Government of Palestine.
- Conder، C.R.؛ Kitchener، H. H. (1883). The Survey of Western Palestine: Memoirs of the Topography, Orography, Hydrography, and Archaeology. London: صندوق استكشاف فلسطين. ج. 3.
- Department of Statistics (1945). Village Statistics, April, 1945. Government of Palestine. مؤرشف من الأصل في 2024-10-09.
- Guérin, V. (1869). Description Géographique Historique et Archéologique de la Palestine (بالفرنسية). Paris: L'Imprimerie Nationale. Vol. 1: Judee, pt. 2.
- Hadawi، S. (1970). Village Statistics of 1945: A Classification of Land and Area ownership in Palestine. Palestine Liberation Organization Research Centre. مؤرشف من الأصل في 2022-01-01.
- Hartmann، M. (1883). "Die Ortschaftenliste des Liwa Jerusalem in dem türkischen Staatskalender für Syrien auf das Jahr 1288 der Flucht (1871)". Zeitschrift des Deutschen Palästina-Vereins. ج. 6: 102–149.
- Hütteroth، Wolf-Dieter؛ Abdulfattah، Kamal (1977). Historical Geography of Palestine, Transjordan and Southern Syria in the Late 16th Century. Erlanger Geographische Arbeiten, Sonderband 5. Erlangen, Germany: Vorstand der Fränkischen Geographischen Gesellschaft. ISBN:978-3-920405-41-4. مؤرشف من الأصل في 2024-10-08.
- Khalidi، W. (1992). All That Remains: The Palestinian Villages Occupied and Depopulated by Israel in 1948. Washington, D.C.: مؤسسة الدراسات الفلسطينية. ISBN:978-0-88728-224-9. مؤرشف من الأصل في 2024-10-08.
- Mills, E.، المحرر (1932). Census of Palestine 1931. Population of Villages, Towns and Administrative Areas. Jerusalem: Government of Palestine.
- Morris، B. (2004). The Birth of the Palestinian Refugee Problem Revisited. Cambridge University Press. ISBN:978-0-521-00967-6. مؤرشف من الأصل في 2024-10-07.
- Palmer، E. H. (1881). The Survey of Western Palestine: Arabic and English Name Lists Collected During the Survey by Lieutenants Conder and Kitchener, R. E. Transliterated and Explained by E.H. Palmer. صندوق استكشاف فلسطين.
- Schick، C. (1896). "Zur Einwohnerzahl des Bezirks Jerusalem". Zeitschrift des Deutschen Palästina-Vereins. ج. 19: 120–127.
- Socin، A. (1879). "Alphabetisches Verzeichniss von Ortschaften des Paschalik Jerusalem". Zeitschrift des Deutschen Palästina-Vereins. ج. 2: 135–163.

## روابط خارجية
- Palestine Remembered
- 'Artuf في ذاكرات
- مسح غرب فلسطين، الخريطة 17: IAA, Wikimedia commons
- Reflections of the '48 Generation